# 대기 모델
대기 모델(Atmospheric model)은 대기의 운동에 영향을 주는 동역학 방정식들의 모음을 의미한다. 그것은 매개변수와 함께 방정식을 보충할 수 있는데, 폭풍우의 확산, 복사, 습한 정도(흐리거나 강수), 열 교환, 토양, 식물, 표면의 물, 지형의 운동 효과, 상승기류가 있다. 대부분 대기 모델은 수학적이고, 운동 방정식으로 묘사된다. 그들은 토네이도, 소용돌이 층의 경계, 매우 작은 폭풍우의 흐름 더하여 전체적인 흐름과 같은 미세한 크기의 현상들을 예측 할 수 있다. 수평적인 범위의 모델은 지구상 이거나 지구 전체이거나 국지적이거나 지구의 일부분일 수도 있다.

## 방법
예보는 대기의 동역학과 물리학의 수학 상의 방정식을 사용하여 계산한다. 이런 방정식은 비선형적이고 정확히 푸는 것은 불가능하다. 그러므로 계산하는 방법은 결론에 접근하도록 값을얻는 것이다. 다른 모델들은 다른 해결 방법들을 사용한다. 지구적인 모델들은 수평의 규모를 위한 특별한 방법을 사용하고, 수직의 규모를 위한 제한되고 차별화된 방법들을 사용한다. 국지적인 모델은 세 가지 규모의 제한되고 차별화된 방법을 사용한다. 국지적인 모델은 또한 작은 크기의 기상 현상들을 명확하게 해결할 수 있다. 

## 초기상태
모델들을 초기 상태로 돌려놓기 위해 라디오존데, 기상위성, 표면 날씨 관측들로부터 데이터를 관측하여 사용한다. 불규칙한 장소의 관측들은 고급의 컨트롤과 모델들로부터 얻어지는 사용가능한 위치 값들을 사용하여, 자료를 융합하거나 분석함으로써 처리된다. 이러한 데이터들은 모델에 사용되어 예보의 시작점이 된다. 일반적으로, 사용된 방정식은 초기 방정식으로서 알려져 있다. 이러한 방정식은 분석한 데이터와 변화된 비율로부터 초기화 하여 결정된다. 이러한 것은 미래의 짧은 시간의 대기 상태를 예측한다. 이 방정식은 변화된 새로운 비율을 찾아 새로운 상태를 지원하고, 미래의 대기를 예측한다. 바람직한 예보를 찾아 결론이 나올 때까지 반복해서 진행한다. 시간의 보폭의 너비는 계산의 요점 사이의 거리와 관계가 있다. 기후 모델에서 시간의 보폭은 10분정도 일지도 모른다. 지역적인 모델의 시간 보폭은 몇 초에서 몇 분일지도 모른다.
Global models
몇 개의 잘 알려진 세계적인 수치 모델들:
GFS 세계적인 예보 시스템(이전엔 AVN)-NOAA로부터 자세히 기술하였다-자유롭게 이용가능하다(http://www.arl.noaa.gov/ready/cmet.html 보관됨 2008-09-24 - 웨이백 머신)
NOGAPS-GFS와 함께 비교하기 위해 US 해군으로부터 자세히 기술하였다-많은 데이터를 이용가능하다.(https://www.fnmoc.nany.mil/PUBLIC/%5B깨진+링크(과거+내용+찾기)%5D)
GEM-세계적인 환경의 다량의 모델-캐나다의 기상 서비스로부터 자세히 기술하였다.(MSC) 
ECMWF-유럽전역에서 중간 범위의 일기 예보를 위해 가동되는 모델들-제한적으로 이용가능하다.
(http://www.ecmwf.int/products/forecasts/d/charts/medium/deterministic/뒤에부분은%5B깨진+링크(과거+내용+찾기)%5D 사이트참조)
IFS-중간 범위의 일기예보를 위해 유럽 전역에서부터 자세히 기술하였다.
UM-UK Met Office로부터 통합한 모델을 자세히 기술하였다. 그러나 전문적인 일기 예보가들의 정교한 기술이 필요하다.
UKMO-UK Met Office부터 자세히 기술하였다.-제한된 이용이 가능하다. 그리고 전문적인 일기 예보가들의 정교한 기술이 필요하다.
GME-독일 날씨 서비스로부터 자세히 기술하였다, DWD, NWP DWD의 세계적인모델
ARPEGE-프랑스 날씨 서비스로부터 자세히 기술하였다.
IGCM-일반적인 순환 모델을 중재한다.-기상의 한 부분으로서 자세히 기술하였다.
Regional models
몇 개의 잘 알려진 세계적인 수치 모델들:
WRF-날씨 연구와 예보의 모델을 NCEP와 기상학 연구 공통체와 협력하여 발달시켰다. WRF는 몇몇의 구성을 포함한다:
WRF-NMM WRF Nonhydrostatic Mesoscale 모델은 U.S를 위해 처음으로 짧은 시간의 일기 예보 모델이었다. Eta 모델로 대체되었다.
AR-WRF 진보된 연구로 U.S에서 처음으로 자세히 기술하였다. 대기 연구를 위한 국가 중심(NCAR) WRF의 근원 코드이다. 
NAM 북아메리카 중간 규모의 모델로서 북아메리카 영역의 Regional models NCEP 북아메리카 영역에서 작용하는 것을 선호한다. NCEP는 2005년 1월에 
지정된 시스템으로 사용되고있다. 2005년 1월과 2006년 5월 사이에 Eta 모델(유고슬라비아(지금 세르비아)에서 Zavisa Janjic과 FEdor Mesinger에 의해 1970년 동안 만들어졌다.)은 사용이 지정되었다. 2006년 5월 동안 NCEP는 NAM을 작동시키기 위핸 WRP-NMM을 사용하기 시작하였다.
RAMS 지역적인 대기 모델 시스템으로 대기 기상의 수치 모델들과 100키로미터의 크기로부터 환경적인 현상들을 콜로라도 주의 대학에서 자세히 기술하였다.-지금 일반 대중들에게 GNU(General Public License)아래에 있는 RAMS의 원천 코드 영역을 지원해준다.
MM5 제5번째의 Generation Penn State/NCAR 중간규모 모델 MM5 원천코드 다운로드 할 수 있다.
ARPS 진보된 지역 예측 시스템으로 오클라호마 대학에서 자세히 기술하였는데 포괄적인 multi-scale nonhydrostatic simulation과 지역 크기의 날씨 예측과 토네이도 크기의 예측을 사용할 수 있는 예측 시스템이다. 진보된 레이다 데이터 융합으로 뇌우를 예측할 수 있는 중요한 부분의 시스템이다. ARPS의 원천 코드는 자유롭게 이용가능하다.
HIRLAM High Resolution Limited Area Model 높은 분해능 제안 지역 모델
GEM-LAM 세계적인 환경의 멀티스케일의 제안지역 모델로, 캐나다 기상 서비스(MSC)로서 높은 분해능(2.5km) GEM이다.
ALADIMN 높은 분해능 제안지역 정유체학적인 것과 정유체역학적이 아닌 모델을 자세히 기술하였고 몇몇의 유럽과 북 아프리카 국가들이 사용하였다. 
COSMO COSMO 모델은 전에 LM, aLMo 또는 LAMI로 알려져 왔는데, 작은 크기의 모델 들을 공동체 구조(독일, 스위서, 이탈리아, 폴란드, 그리스)로 제안된 지역과 정유체역학적이 아닌 모델들을 자세히 기술하였다.

## 같이 보기
- 기후 모형
- 수치 예보